# Абджазсай
Абджазса́й (узб. Objazsoy/Обджазсой) — горная река (сай) в Ахангаранском районе Ташкентской области Узбекистана. Считается левым притоком реки Ахангаран, однако в настоящее время не доходит до него. В верхнем течении носит название Сарыта́ш (узб. Sariqtoshsoy/Сариқтошсой).

## Общее описание
Длина реки равна 24 км, площадь бассейна — 140 км².
Питание сая смешанное: снеговое, дождевое и родниковое. По данным В. Е. Чуба, среднегодовой расход воды в кишлаке Абджаз составляет 0,45 м³/с (площадь вышележащего водосбора — 70,5 км² при средней высоте 1590 м). Национальная энциклопедия Узбекистана указывает в качестве среднегодового расхода величину 0,61 м³/с, при этом отмечая, что в феврале полноводность возрастает до 2,9 м³/с. Для кишлака Абджаз объём стока за год равен 14,2 млн м³, средний модуль стока — 6,38 л/(с×км²), слой стока — 201 см/год, коэффициент изменчивости стока — 0,140 (за время наблюдений в 1979—1999 годах).

## Течение реки
Истоки Абджазсая лежат на северном склоне Кураминского хребта, в 3,5 км на юго-запад от перевала Абджаз, в непосредственной близости от государственной границы Узбекистана с Таджикистаном. Он берёт начало от слияния нескольких водотоков, образуемых небольшими родниками, на высоте около 2000 м. В верховьях река носит название Сарыташ (узб. Sariqtoshsoy/Сариқтошсой). Вплоть до низовьев сай пролегает в северо-западном направлении. В среднем и нижнем течении сай протекает в широкой долине с некрутыми склонами.
По состоянию на 1977 год по берегам реки в верховьях имелись зона отдыха, ферма, пионерские лагеря. Ниже по течению вдоль сая расположены населённые пункты Каратака, Сарыташ, Курган, Абджазсай (Джанибек), Джанджал.
Абджазсай считается левым притоком реки Ахангаран. Однако в настоящее время все притоки ниже Карабау не доходят до Ахангарана, распределяясь на оросительные нужды и обезвоживаясь на конусах выноса. Река оканчивается в районе населённого пункта Ташкурган, на высоте около 680 м.

## Притоки Абджазсая
Абджазсай имеет около 20 небольших притоков. Крупнейшим из них является Кырккыз (узб. Qirqqizsoy/Қирқизсой), впадающий за населённым пунктом Курган. В число притоков Абджазсая входит Писталисай, в бассейне которого расположен археологический памятник — древний рудник Унгурликан.